# واين كلارك
واين كلارك (19 سبتمبر 1953 في أستراليا - ) (بالإنجليزية: Wayne Clark)‏ هو لاعب كريكت أسترالي. شارك مع منتخب أستراليا الوطني للكريكت. أما مع النوادي، فقد لعب مع فريق غرب أستراليا للكريكت ‏.

## وصلات خارجية
- واين كلارك على موقع إي آس بي آن كريك إنفو (الإنجليزية)